# Jacob van Oost (II)

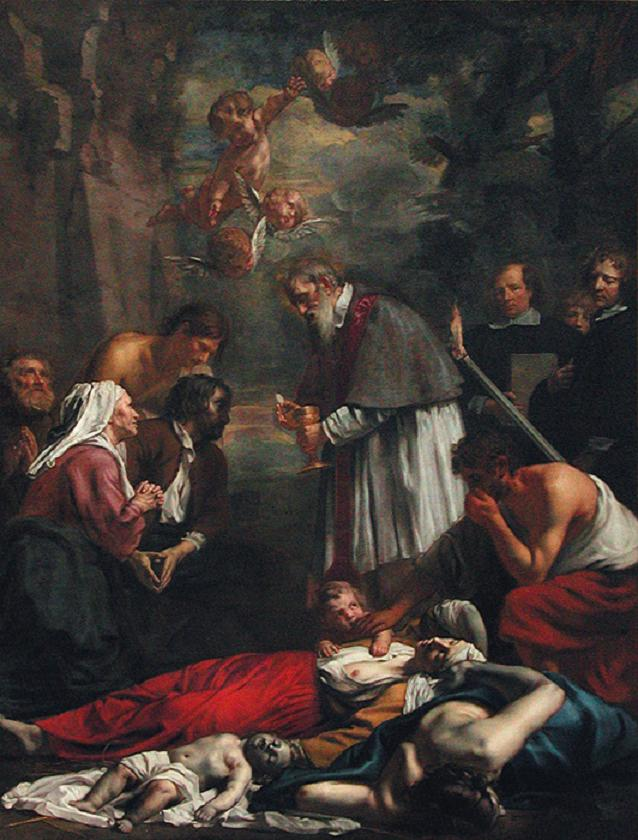
San Macario de Gante dando la comunión a los apestados, 1673, óleo sobre lienzo, 350 x 257 cm, París, Louvre.

Jacob van Oost II o el Joven (Brujas, 1639 – 1713) fue un pintor barroco flamenco, especializado en retratos y pintura historiada y de género.

## Biografía
Hijo y discípulo de Jacob van Oost el Viejo, nació en Brujas, donde fue bautizado el 11 de febrero de 1639. Tras completar su formación en Roma, en el entorno de Simon Vouet, en 1668 se estableció en Lille donde en 1670 casó con Marie Bourgeois. En Lille trabajó principalmente para las iglesias y conventos de la ciudad —San Carlos Borromeo orando por el fin de la peste y San Antonio de Padua con el Niño Jesús para la iglesia de San Mauricio, la Resurrección de Lázaro para la iglesia de la Magdalena o San Macario de Gante dando la comunión a los apestados, pasada al Museo del Louvre— en un estilo suave, influido tanto por el tardobarroco romano como por el clasicismo francés.
Tras enviudar hacia 1697, en 1708 retornó a Brujas donde falleció el 29 de septiembre de 1713.